# 다무라 무라타카
다무라 무라타카(일본어: 田村村隆, 1737년 6월 21일 ~ 1782년 3월 19일)는 이치노세키번의 4대 번주이다. 어릴적 이름은 사치고로(幸五郎)였고, 관위는 종5위하, 시모사노카미(下総守), 사쿄노다이부(左京大夫)이다.
센다이번의 5대 번주 다테 요시무라의 다섯째 아들로 센다이 성에서 태어났다. 1742년, 다테 무라토모의 양자가 되었고, 1752년에 다시 다무라 무라아키의 양자가 되어 다무라씨에 들어갔다. 1755년, 무라아키가 사망하자 뒤를 이어 번주가 되었다. 그러나 번주로서는 무능했던 탓에, 번사들에 의해 번정 비판과 3차례에 걸친 본가에 대한 직소가 있었다. 1777년에는 무라타카의 가신이 도난 장물을 담보로 삼는 사건이 일어났는데, 막부측에서조차 무라타카에게 질려서 처벌도 하지 않았다고 전해진다. 게다가 냉해와 한발이 매년 이어져 번 재정은 파탄 직전에 이르렀다. 이런 상황 속에서 무라타카는 1782년, 46세의 나이로 사망하였다. 자식이 없었기 때문에 양자인 다무라 무라스케가 가독을 이었다.
| 전임 다무라 무라아키 | 제4대 이치노세키번 번주 1755년 ~ 1782년 | 후임 다무라 무라스케 |